# Szermierka na Letnich Igrzyskach Olimpijskich 1904 – floret indywidualnie mężczyzn
Floret indywidualnie mężczyzn był jedną z konkurencji szermierczych na Letnich Igrzyskach Olimpijskich 1904. Zawody odbyły się 7 września. W zawodach uczestniczyło dziewięciu zawodników z trzech państw.

## Wyniki

### Półfinały
Walka w półfinałach toczyła się systemem każdy z każdym. Dwóch najlepszych szermierzy z każdego półfinału awansowało do finału.
| Półfinał A |                       |   |   |
| 1.         | Ramón Fonst           | 4 | 0 |
| 2.         | Albertson Van Zo Post |   |   |
| 3.         | Fitzhugh Townsend     | 2 | 2 |
| 4.         | Theodore Carstens     | 1 | 3 |
| 5.         | William Grebe         | 0 | 4 |
| Półfinał B |                       |   |   |
| 1.         | Gustav Casmir         | 3 | 0 |
| 2.         | Charles Tatham        |   |   |
| 3.         | Wilfred Holroyd       | 1 | 2 |
| 4.         | Arthur Fox            | 0 | 3 |

### Finał
| Finał |                       |   |   |
| 1     | Ramón Fonst           | 3 | 0 |
| 2     | Albertson Van Zo Post | 2 | 1 |
| 3     | Charles Tatham        | 1 | 2 |
| 4     | Gustav Casmir         | 0 | 3 |